# UFC Fight Night: Cyborg vs. Lansberg
UFC Fight Night: Cyborg vs. Lansberg è stato un evento di arti marziali miste tenuto dalla Ultimate Fighting Championship svolto il 24 settembre 2016 al Ginásio Nilson Nelson di Brasilia, Brasile.

## Retroscena
Questo è stato il secondo evento organizzato dalla UFC nella capitale brasiliana, il primo fu UFC Fight Night: Bigfoot vs. Arlovski del settembre 2014.
Nel main event si affrontarono nella categoria catchweight con un limite di 63,5 kg, l'ex campionessa dei pesi piuma Strikeforce e l'attuale campionessa dei pesi piuma Invicta FC Cristiane Justino e Lina Lansberg.
Il 13 agosto, la card subì molti cambiamenti a causa di infortuni: Brandon Thatch e Shinsho Anzi vennero rimossi dai rispettivi match contro Erick Silva e Luan Chagas, i quali si affrontarono in questo evento. Renato Moicano e Joaquim Silva, che dovevano affrontare Mike De La Torre e Gregor Gillespie, vennero rimossi dalla card e sostituiti da Godofredo Pepey e dal vincitore della terza stagione brasiliana di The Ultimate Fighter Glaico Franca.
Alla cerimonia del pesi, Michel Prazeres superò il limite di peso della sua categoria, pesando 71,7 kg. Venne quindi penalizzato con la detrazione del 20% dal suo stipendio.

## Risultati
|                                   | Divisione                      |                                |                                |                                | Metodo                                  | Round                          | Tempo                          | Premio                         |
| Card Principale (Fox Sports 1)    | Card Principale (Fox Sports 1) | Card Principale (Fox Sports 1) | Card Principale (Fox Sports 1) | Card Principale (Fox Sports 1) | Card Principale (Fox Sports 1)          | Card Principale (Fox Sports 1) | Card Principale (Fox Sports 1) | Card Principale (Fox Sports 1) |
| --------------------------------- | ------------------------------ | ------------------------------ | ------------------------------ | ------------------------------ | --------------------------------------- | ------------------------------ | ------------------------------ | ------------------------------ |
|                                   | Catchweight (63,5 kg) (F)      | Cristiane Justino              | batte                          | Lina Lansberg                  | KO Tecnico (pugni)                      | 2                              | 2:29                           |                                |
|                                   | Pesi Piuma                     | Renan Barão                    | batte                          | Phillipe Nover                 | Decisione unanime (29-28, 29-28, 30-27) | 3                              | 5:00                           |                                |
|                                   | Pesi Massimi                   | Roy Nelson                     | batte                          | Antônio Silva                  | KO (pugni)                              | 2                              | 4:10                           |                                |
|                                   | Pesi Leggeri                   | Francisco Trinaldo             | batte                          | Paul Felder                    | KO Tecnico (stop medico)                | 3                              | 2:33                           |                                |
|                                   | Pesi Medi                      | Eric Spicely                   | batte                          | Thiago Santos                  | Sottomissione (rear-naked choke)        | 1                              | 2:58                           | POTN                           |
|                                   | Pesi Piuma                     | Godofredo Pepey                | batte                          | Mike De La Torre               | Sottomissione (rear-naked choke)        | 1                              | 3:03                           |                                |
| Card Preliminare (Fox Sports 1)   |                                |                                |                                |                                |                                         |                                |                                |                                |
|                                   | Catchweight (71,7 kg)          | Michel Prazeres                | batte                          | Gilbert Burns                  | Decisione unanime (30-27, 30-27, 30-27) | 3                              | 5:00                           |                                |
|                                   | Pesi Gallo                     | Rani Yahya                     | batte                          | Michinori Tanaka               | Decisione unanime (29-28, 29-28, 29-28) | 3                              | 5:00                           |                                |
|                                   | Pesi Mosca                     | Jussier Formiga                | batte                          | Dustin Ortiz                   | Decisione unanime (30-27, 29-27, 29-28) | 3                              | 5:00                           |                                |
|                                   | Pesi Welter                    | Erick Silva                    | batte                          | Luan Chagas                    | Sottomissione (rear-naked choke)        | 3                              | 3:57                           | FOTN                           |
| Card Preliminare (UFC Fight Pass) |                                |                                |                                |                                |                                         |                                |                                |                                |
|                                   | Pesi Leggeri                   | Alan Patrick                   | batte                          | Stevie Ray                     | Decisione unanime (29-28, 29-28, 30-27) | 3                              | 5:00                           |                                |
|                                   | Pesi Welter                    | Vicente Luque                  | batte                          | Hector Urbina                  | KO (pugno)                              | 1                              | 1:00                           | POTN                           |
|                                   | Pesi Leggeri                   | Gregor Gillespie               | batte                          | Glaico Franca                  | Decisione unanime (29-27, 29-27, 29-27) | 3                              | 5:00                           |                                |

## Premi
I lottatori premiati ricevettero un bonus di 50.000 dollari.
Legenda:
- FOTN: Fight of the Night (vengono premiati entrambi gli atleti per il miglior incontro dell'evento)
- POTN: Performance of the Night (viene premiato il vincitore per la migliore performance dell'evento)

## Incontri Annullati
|  | Divisione   |                |        |                  | Motivo                     |
|  | ----------- | -------------- | ------ | ---------------- | -------------------------- |
|  | Pesi Welter | Brandon Thatch | contro | Erick Silva      | Thatch subì un infortunio  |
|  | Pesi Welter | Luan Chagas    | contro | Shinsho Anzai    | Anzai subì un infortunio   |
|  | Pesi Piuma  | Renato Moicano | contro | Mike De La Torre | Moicano subì un infortunio |
|  | Pesi Piuma  | Joaquim Silva  | contro | Gregor Gillespie | Silva subì un infortunio   |